# 长山镇 (前郭尔罗斯县)
长山镇，是中华人民共和国吉林省松原市前郭尔罗斯蒙古族自治县下辖的一个乡镇级行政单位。

## 行政区划
长山镇下辖以下地区：
科尔沁社区、青格勒社区、满达社区、索龙嘎社区、苏莫社区、东库里村、库里村、西库里村、卡伦店村、长山村、新立村、四克基村、袁家窝堡村、四十家子村、那嘎岱村、偏脸子村、骆驼岗子村、白家店村、庙东村、繁荣村和新庙村。